# 유혹당하고 버림받다
유혹당하고 버림받다(Sedotta E Abbandonata, Seduced And Abandoned)는 프랑스에서 제작된 피에트로 제르미 감독의 1964년 코미디, 드라마 영화이다. 스테파니아 산드렐리 등이 주연으로 출연하였고 프랑코 크리스탈디 등이 제작에 참여하였다.

## 출연

### 주연
- 스테파니아 산드렐리
- 사로 어지

### 조연
- 알도 푸그리시
- 란도 버잔카
- 로라 브라치니
- 레오폴도 트리에스테
- 움베르토 스파다로
- 로코 다선타
- 리너 라갤라
- 아틸리오 마텔라

## 제작진
- 각색: 피에트로 제르미
- 각색: 아제노레 인크로치
- 각색: 푸리오 스카펠리
- 의상: 안젤라 샘마치치아